# Сиротек, Ярослав
Ярослав Сиротек (чеш. Jaroslav Sirotek; 21 декабря 1923, Радешице — 10 февраля 1955, Прага) — чехословацкий антикоммунист, активист подпольной организации Чёрный лев 777. Участвовал в вооружённых нападениях на функционеров КПЧ. Арестован органами госбезопасности, приговорён к смертной казни и повешен. Частично реабилитирован и посмертно амнистирован после Бархатной революции.

## Крестьянин — социал-демократ
Родился в чешской крестьянской семье из деревни района Пршибрам. Работал в собственном хозяйстве. В 1944 Ярослав Сиротек был арестован гестапо, но сумел бежать и скрывался с добытым оружием. Имеются сведения об участии Ярослава Сиротека в антинацистском Сопротивлении.
После освобождения Чехословакии Ярослав Сиротек вернулся домой. Оставался крестьянином-единоличником. Отличался авантюрным характером, занимался браконьерством, славился в округе как отличный стрелок.
В 1946 Ярослав Сиротек вступил в Чешскую социал-демократическую партию (ЧСДП). После присоединения ЧСДП к Коммунистической партии Чехословакии состоял в КПЧ. Был членом комитета Национального фронта в Обденице. В 1950 был исключён за КПЧ за социал-демократические взгляды и политическую неблагонадёжность.

## Член антикоммунистической группы
После февральского переворота 1948 и установления монопольной власти КПЧ Ярослав Сиротек проникся яростным антикоммунизмом. Как социал-демократ он был противником диктатуры КПЧ, как крестьянин протестовал против принудительной коллективизации.
Ярослав Сиротек дружил с Иржи Ржезачем (матрос речного флота, уроженец соседней деревни, двоюродный брат жены Сиротека) и Богумилом Шимой (рабочий машиностроительного завода, сын бывшего владельца лесопилки). Друзья вели разговоры на политические темы, возмущались правящим режимом, слушали передачи Радио Свободная Европа. Сиротек был социал-демократом, Ржезач — католическим консерватором, Шима — христианским демократом, но они полностью сходились на общей враждебности к КПЧ.

## Активист вооружённого подполья
В апреле 1949 Ржезач, Сиротек и Шима создали подпольную организацию Чёрный лев 777 для вооружённой борьбы с режимом. Лидером являлся Ржезач, ближайшим помощником — Сиротек, третьим основателем — Шима. К ним примкнули служащий крестьянского происхождения Иржи Долиста, мастер взрывных работ Карел Котера, крестьянин Йозеф Новак, торговец охотничьим оружием Ладислав Шимек.
В мае 1949 года Ржезач и Сиротек устроили диверсию на линии электропередач в Нехвалице. Затем они обстреляли местного партийного секретаря Станислава Чихака. 2 июня устроили взрыв комитета КПЧ в Седльчани. Эти акции не повлекли человеческих жертв.
Сиротек вместе с Ржезачем, Долистой и Новаком участвовал в крупнейшей акции «Чёрного льва 777» — бомбардировке комитета КПЧ в Милевско (район Писек Южночешского края) 14 мая 1950 были применены взрывное устройство и коктейль Молотова. При взрыве погиб охранник из Корпуса национальной безопасности (SNB) Йозеф Скоповый, здание полностью разрушено.
В округе распространились антикоммунистические листовки, авторами которых были Ржезач и Сиротек. Действия «Чёрного льва 777» вызывали серьёзную тревогу в аппарате КПЧ и чехословацкой госбезопасности. Населению была продемонстрирована возможность активного сопротивления. Стало фиксироваться массовое распространение соответствующих настроений. Отмечалась также неспособность властей справиться с небольшой повстанческой организацией.
В 1952 Ярослав Сиротек попытался в одиночку совершить силовую акцию. Он прорвался в офис Национального фронта Обденице, рассчитывая захватить там оружие. Однако, натолкнувшись на сопротивление функционеров, Сиротек сделал несколько выстрелов в воздух и сумел уйти

## Арест, суд и казнь
На ликвидацию «Чёрного льва 777» были брошены значительные силы службы госбезопасности StB и SNB. В начале 1954 агенты госбезопасности выявили контакты Богумила Шимы c крестьянином Франтишеком Пешичкой. Пешичка неосторожно рассказывал, что ему известно, кто взрывал помещения КПЧ. Он сообщил об этом и своей подруге Здене Ржезачовой (однофамилица Иржи Ржезача) — секретарше местного подразделения SNB. Она передала своему начальству. С помощью внештатных осведомителей было установлено плотное наблюдение и подпольщики вскоре обнаружены.
Ярослав Сиротек был арестован одним из первых — 3 июля 1954 года. Оперативная группа StB в количестве двадцати человек прибыла в его деревенский дом, задержала жену вместе с двухлетним сыном. После этого агенты направилась в поле, где в это время работал Сиротек. Сопротивления Сиротек оказывать не стал, но был избит при попытке проститься с ребёнком.
Суд над группой «Чёрный лев 777» состоялся в Милевско 25—26 октября 1954 года. Процесс проводился в публичном режиме. Подсудимые обвинялись в антигосударственной деятельности, шпионаже, терактах и покушениях, а Ржезач и Сиротек — особо в убийстве Скопового. Сиротек рассматривался как второй по значению обвиняемый после Ржезача.
Иржи Ржезач, Ярослав Сиротек и Богумил Шима были приговорены к смертной казни, остальные — к длительному тюремному заключению. Апелляция Сиротека в Верховный суд и просьба о помиловании к президенту Антониу Запотоцкому были отклонены. 10 февраля 1955 Ярослав Сиротек был доставлен в Прагу и казнён через повешение в тюрьме Панкрац.

## Реабилитация и амнистия
Первая попытка реабилитации членов «Чёрного льва 777» была предпринята в 1968 во время Пражской весны. Однако в январе 1970 суд Ческе-Будеёвице отказал в этом обращении.
Частичная реабилитация состоялась только после Бархатной революции 1989. Согласно действующему законодательству Чехии, режим 1948—1989 считается преступным, сопротивление ему — законным и достойным уважения.
В то же время часть деяний подпольщиков рассматривается как уголовные преступления. В отношении членов организации «Чёрный лев 777», в том числе Ярослава Сиротека, отменены приговоры 1955 года, но задним числом вынесены иные обвинительные вердикты и назначены «остаточные наказания».
В мае 1997 суд Ческе-Будеёвице вынес вердикт о применении к членам организации «Чёрный лев 777» положений широкой амнистии, объявленной президентом Вацлавом Гавелом 1 января 1990. Все обвинения были сняты, приговор окончательно аннулирован — но в порядке амнистии, а не полной реабилитации.

## Семья и память
Ярослав Сиротек был женат на Отили Сиротковой. В браке супруги имели двух сыновей. После казни первого мужа Отили вышла замуж вторично, приняла двойную фамилию Сироткова-Ярушкова.
Впоследствии Отили отмечала, что муж не открывался ей в подпольной деятельности. Она знала, что в доме есть оружие, но полагала, будто оно используется только для спортивных развлечений Ярослава и Иржи.
Могилу Ярослава Сиротека ежегодно посещают вдова с сыновьями. Своего мужа и отца они считают героем.
Вацлав Сиротек, племянник Ярослава Сиротека, инициировал увековечивание памяти «Чёрного льва 777». 10 февраля 1995 на памятнике погибшим в Первую мировую войну у костёла в Обденице была установлена бронзовая мемориальная доска. На ней высечены имена казнённых — Иржи Ржезача, Ярослава Сиротека, Богумила Шимы.
19 января 2009 в документальном сериале Чешского телевидения Neznámí hrdinové — Неизвестные герои был показан фильм Výbuchy v tiché krajině — Взрывы в тихой местности о Ярославе Сиротеке и «Чёрном льве 777».